# Échelle II
L'échelle II est une échelle de réduction utilisée pour les trains miniatures. Le MOROP la définit comme l'échelle 1:22,5.

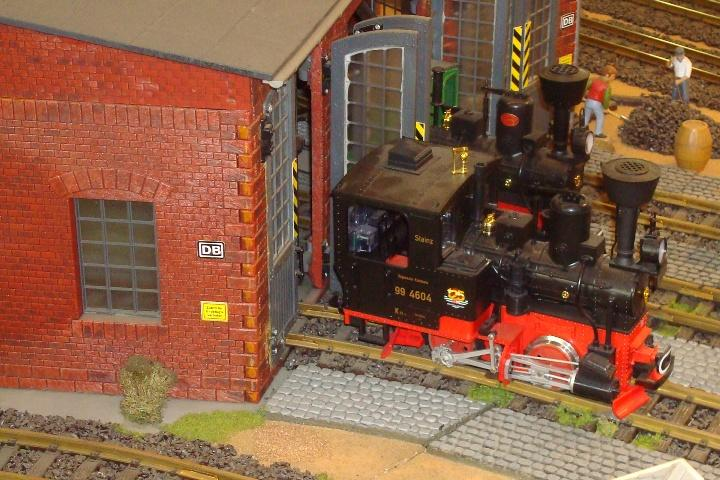
Locomotive à vapeur LGB "Stainz" échelle IIm.

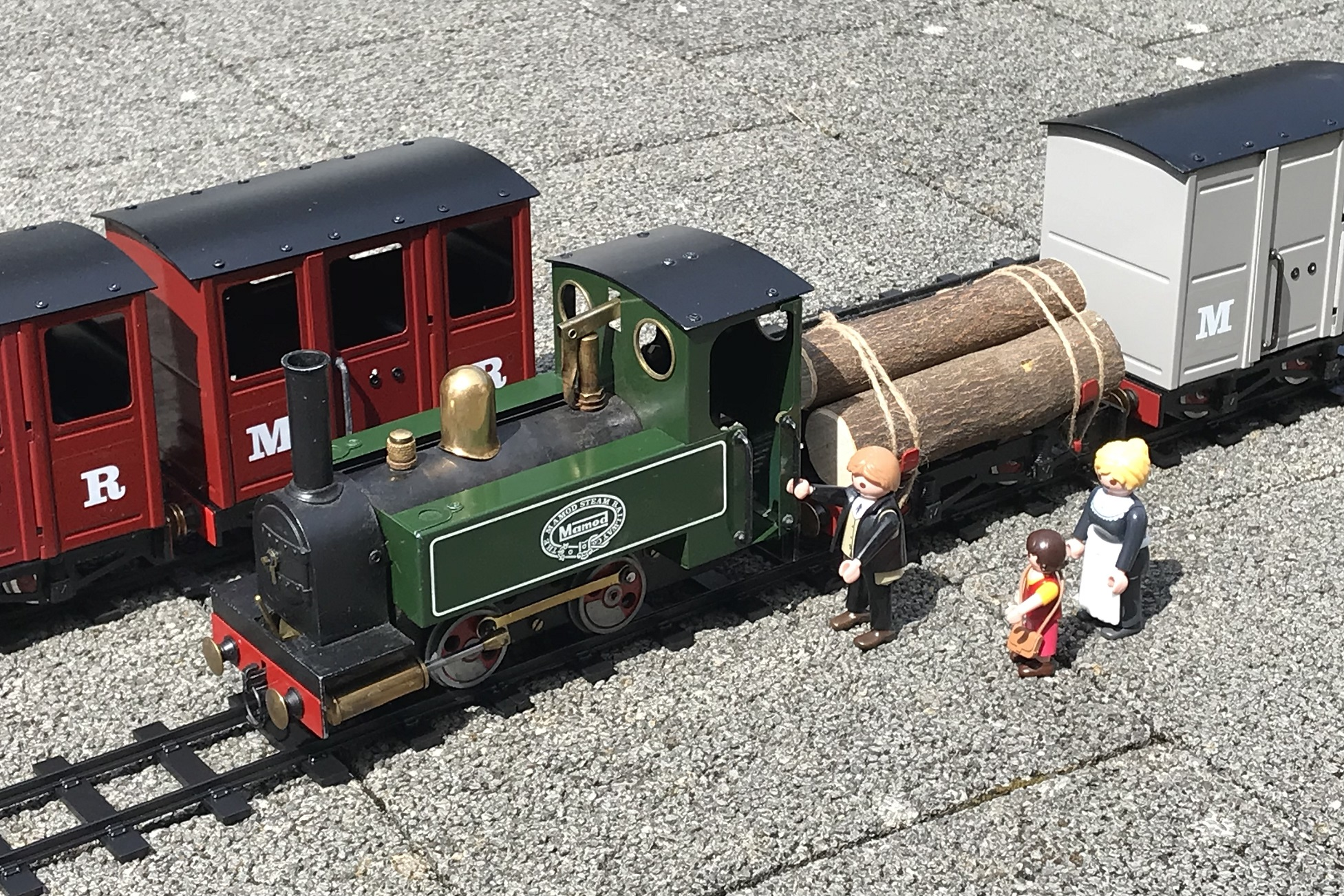
Train jouet à vapeur réelle Mamod échelle IIe.

| Voie       | Désignation                                 | Écartement | Écartement réel reproduit |
| ---------- | ------------------------------------------- | ---------- | ------------------------- |
| II         | Voie normale                                | 64 mm      | de 1 250 mm à < 1 700 mm  |
| IIm        | Voie métrique                               | 45 mm      | de 850 mm à 1 250 mm      |
| IIe        | Voie étroite                                | 32 mm      | de 650 mm à < 850 mm      |
| IIf (IIi)  | Voie étroite, Trains miniatures à passagers | 22,5 mm    | de 400 mm à < 650 mm      |
| IIp (Gn15) | Voie étroite                                | 16,5 mm    | de 300 mm à < 400 mm      |